# Michela
Michela  è un nome proprio di persona italiano femminile.

## Varianti
- Femminili: Micaela
  - Alterati: Michelina[1][2]
  - Composti: Michelangela
  - Ipocoristici: Lina[1]
- Maschili: Michele[1]

### Varianti in altre lingue
- Ceco: Michaela[1], Michala[1]
- Croato: Mihaela[1]
- Danese: Mikaela[1]
  - Alterati: Mikkeline[1]
- Finlandese: Mikaela[1]
- Francese: Michelle[1], Michèle[1]
  - Alterati: Micheline[3]
- Inglese: Michaela[1], Michelle[1], Michayla[1], Mikayla[1], Mikhaila[1], Makayla[1], Mckayla[1]
  - Alterati: Michelyne[3]
  - Ipocoristici: Chelle[3], Shell[3]
- Latino: Michaēla
- Olandese: Michelle[1]
- Polacco: Michalina
- Rumeno: Mihaela
- Slovacco: Michaela[1]
- Sloveno: Mihaela[1]
- Spagnolo: Miguela[1], Micaela[1]
- Svedese: Mikaela[1], Michaela[1]
- Tedesco: Michaela[1]
  - Ipocoristici: Michi[1]
- Ucraino: Михайла (Mychajla)[1]

## Origine e diffusione
È la forma femminile di Michele, che deriva dall'ebraico מִיכָאֵל (Mikha'el) e significa "Chi è come Dio?" (che è il grido dell'arcangelo Michele).

## Onomastico
L'onomastico si può festeggiare in memoria di diverse sante e beate, alle date seguenti:
- 19 giugno, beata Michelina da Pesaro, vedova e terziaria francescana[5]
- 23 luglio, beata Michela Rullan Ribot, religiosa e martire a L'Arrabassada (presso Tarragona)[6]
- 24 agosto, santa Maria Michela del Santissimo Sacramento, fondatrice delle Suore adoratrici ancelle del Santissimo Sacramento e della carità[7]

Non è raro comunque che venga festeggiato in concomitanza con l'onomastico della forma maschile, generalmente cioè il 29 settembre per la festa dei santi arcangeli Michele, Gabriele e Raffaele.

## Persone

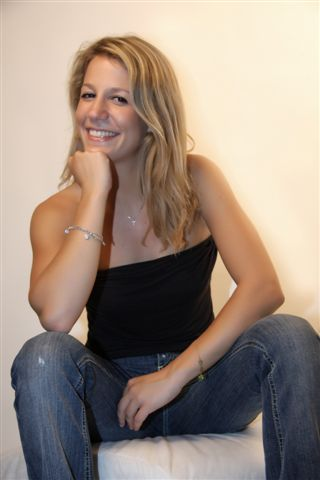
Michela Cerruti

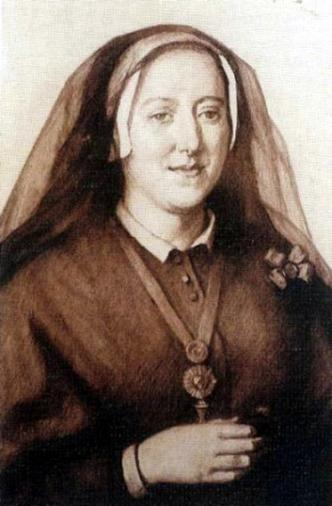
Micaela Desmaisières y López Dicastillo y Olmeda

- Michela Andreola, biatleta italiana
- Michela Andreozzi, attrice, regista e autrice televisiva italiana
- Michela Vittoria Brambilla, politica e imprenditrice italiana
- Michela Buscemi, attivista italiana
- Michela Cerruti, pilota automobilistica italiana
- Michela Cescon, attrice italiana
- Michela Coppa, showgirl e conduttrice televisiva italiana
- Michela Figini, sciatrice alpina svizzera
- Michela Franco, calciatrice italiana
- Michela Marzano, filosofa e politica italiana
- Michela Miti, attrice e scrittrice italiana
- Michela Murgia, scrittrice italiana
- Michela Ponza, biatleta italiana
- Michela Rodella, calciatrice italiana

### Variante Micaela
- Micaela Campana, politica italiana

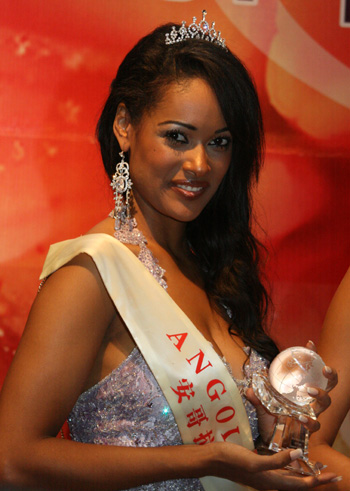
Micaela Reis

- Micaela Castellotti, attrice argentina
- Micaela Desmaisières y López Dicastillo y Olmeda, religiosa e santa spagnola
- Micaela Esdra, attrice e doppiatrice italiana
- Micaela Giustiniani, attrice e doppiatrice italiana
- Micaela Incitti, doppiatrice italiana
- Micaela Martins Jacintho, cestista brasiliana
- Micaela Nevárez, attrice portoricana
- Micaela Pignatelli, doppiatrice, dialoghista e attrice italiana
- Micaela Ramazzotti, attrice italiana
- Micaela Reis, modella angolana

### Variante Michaela

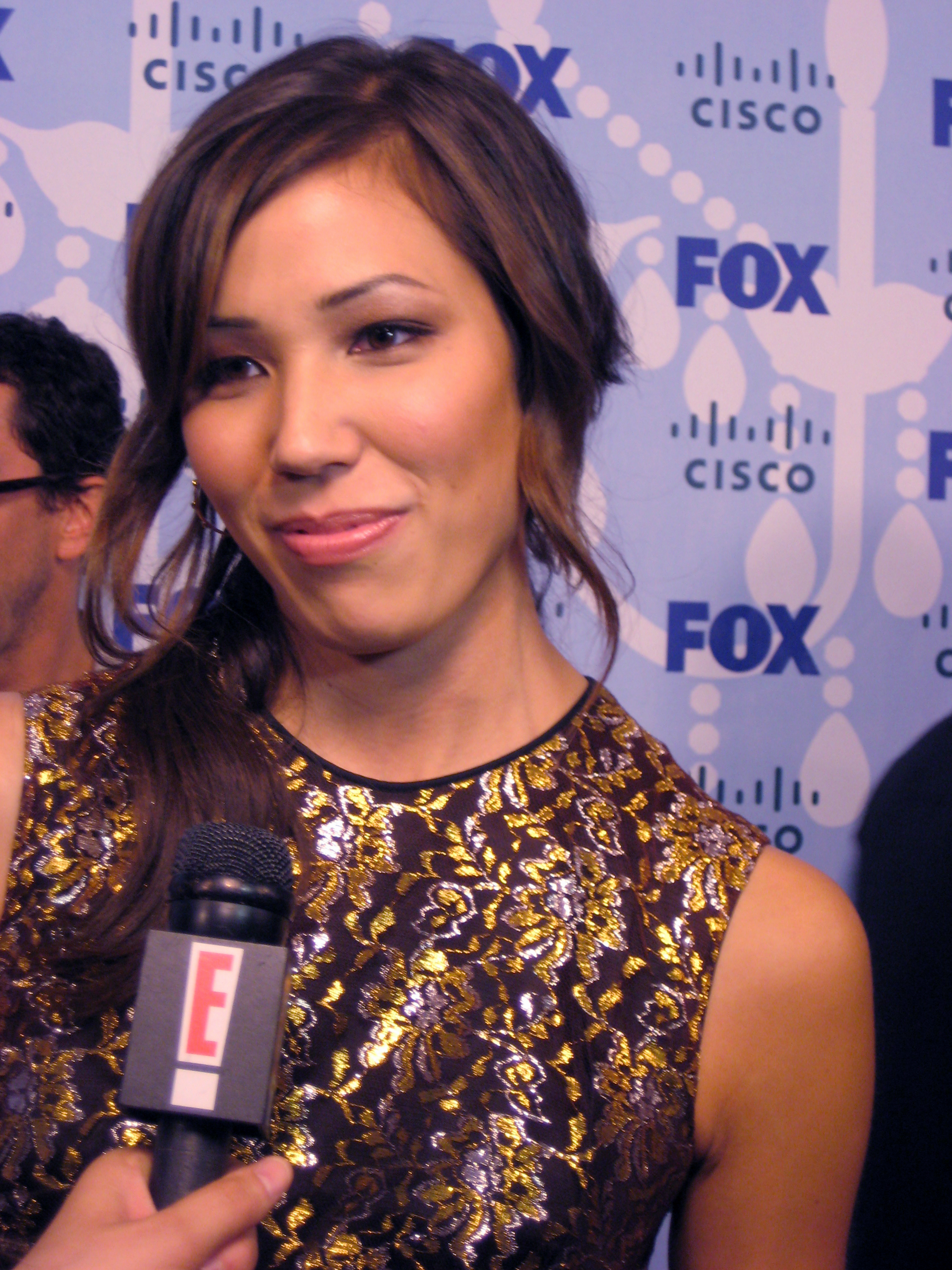
Michaela Conlin

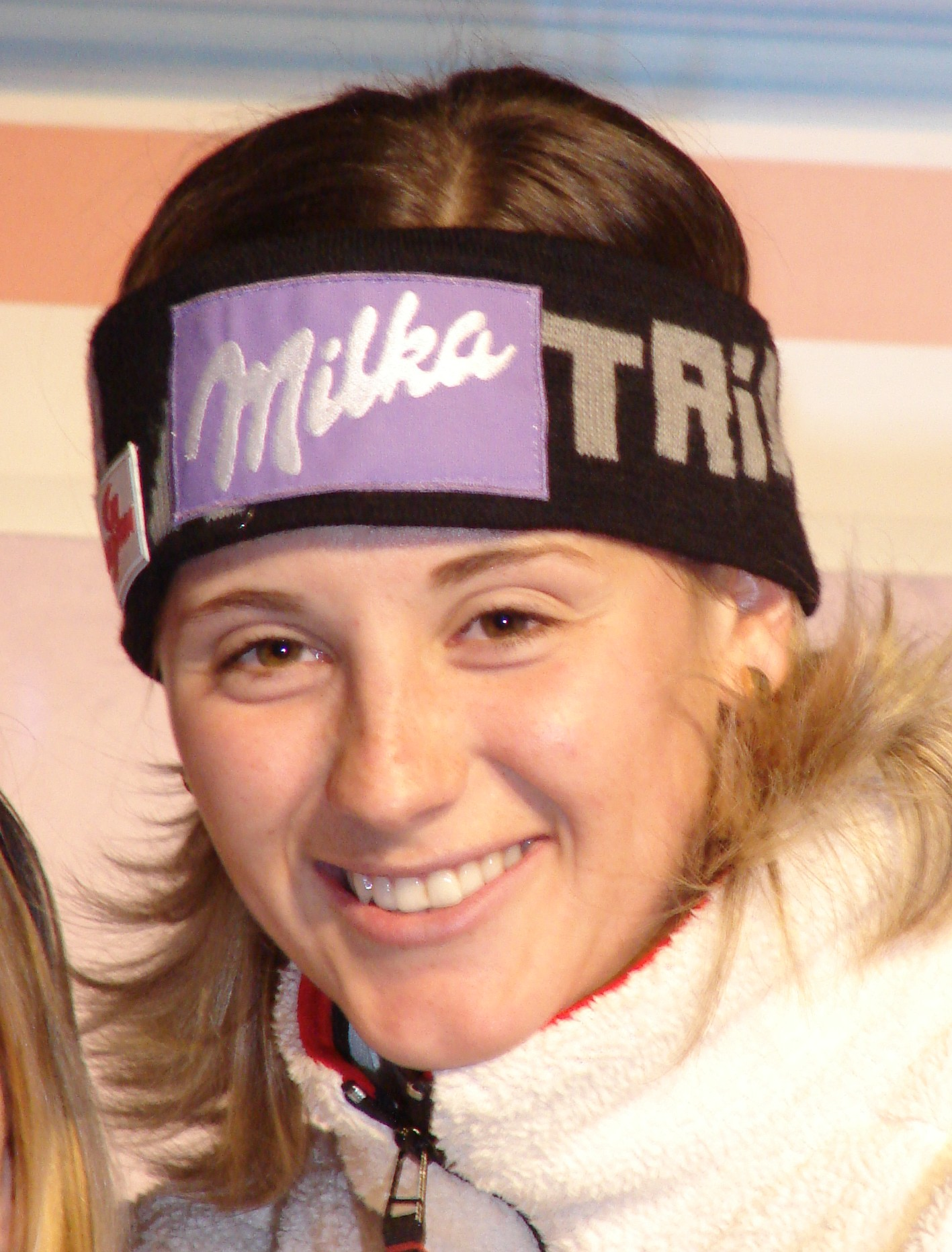
Michaela Kirchgasser

- Michaela Ábelová, cestista slovacca
- Michaela Annette, attrice statunitense
- Michaela Biancofiore, politica italiana
- Michaela Conlin, attrice statunitense
- Michaela Dorfmeister, sciatrice alpina austriaca
- Michaela Gallo, attrice statunitense
- Michaela Gerg, sciatrice alpina tedesca
- Michaela Hasalíková, pallavolista ceca
- Michaela Kirchgasser, sciatrice alpina austriaca
- Michaela Kocianová, modella slovacca
- Michaela Marzola, sciatrice alpina italiana
- Michaela McManus, attrice statunitense
- Michaela Moua, cestista finlandese
- Michaela Nösig, sciatrice alpina austriaca
- Michaela Pavlíčková, cestista ceca
- Michaela Savic, modella svedese
- Michaela Schaffrath, pornoattrice e attrice tedesca
- Michaela Uhrová, cestista ceca
- Michaela Zrůstová, cestista ceca

### Variante Mikaela
- Mikaela Calcagno, giornalista italiana
- Mikaela Shiffrin, sciatrice alpina statunitense
- Mikaela Tommy, sciatrice alpina canadese

### Variante Mihaela

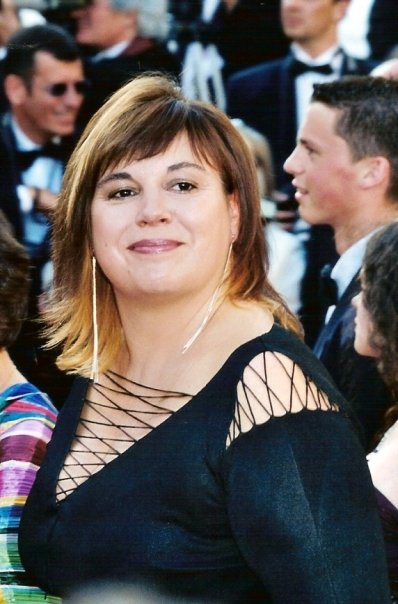
Michèle Bernier

- Mihaela Buzărnescu, tennista rumena
- Mihaela Loghin, atleta rumena
- Mihaela Melinte, atleta rumena
- Mihaela Peneș, atleta rumena

### Variante Michala
- Michala Banas, attrice neozelandese
- Michala Hartigová, cestista ceca
- Michala Petri, flautista danese

### Variante Michèle

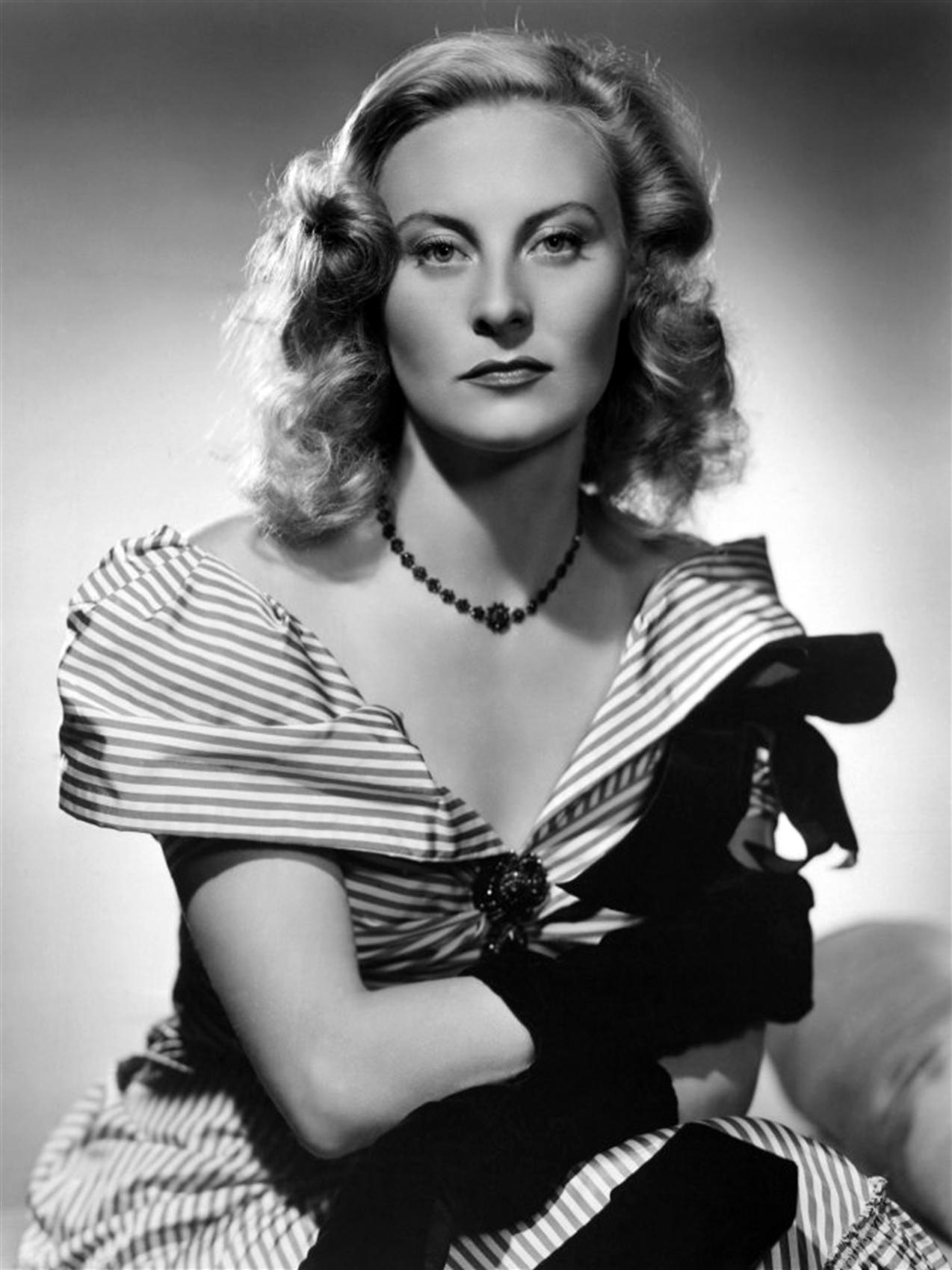
Michèle Morgan

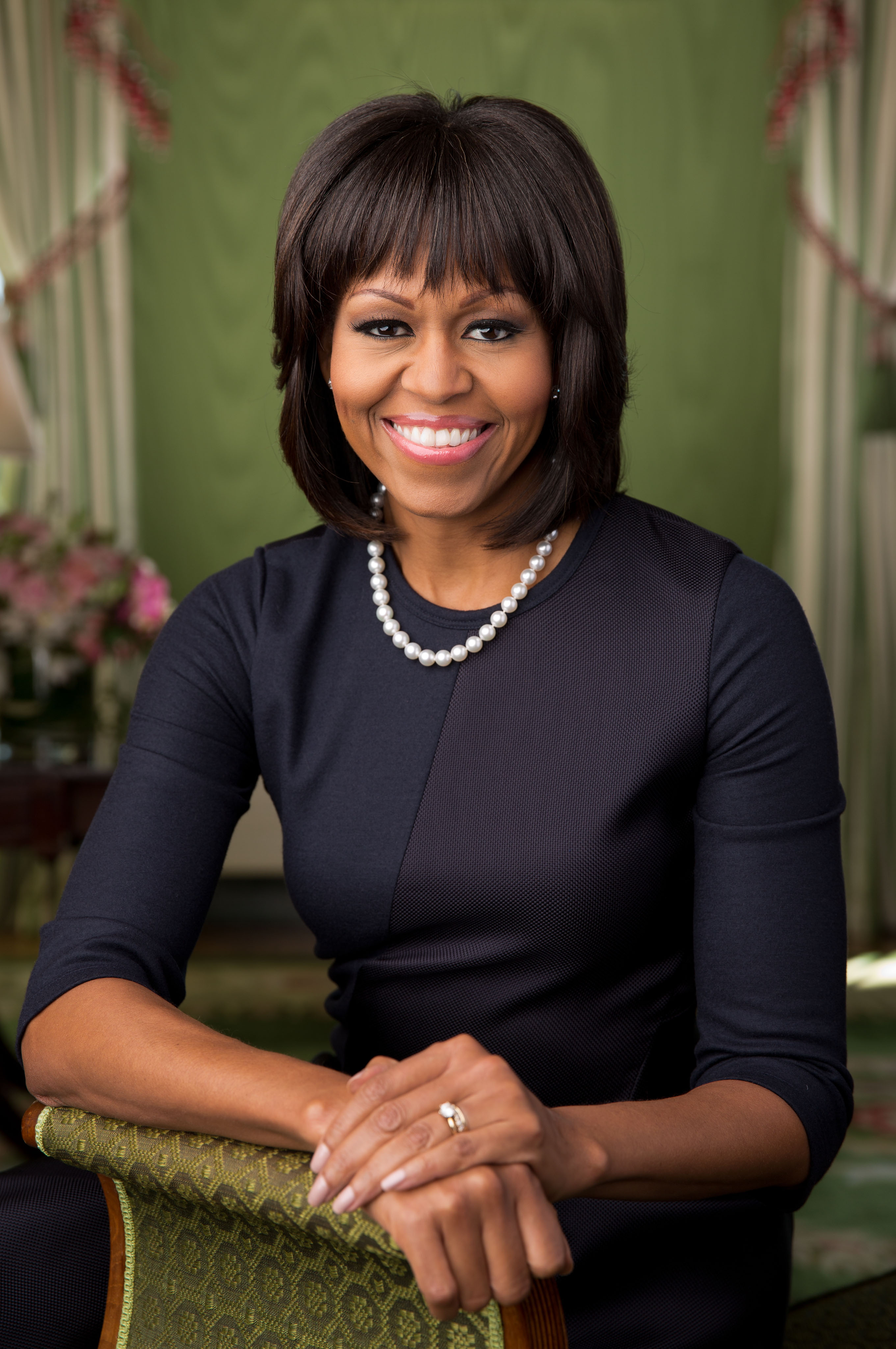
Michelle Obama

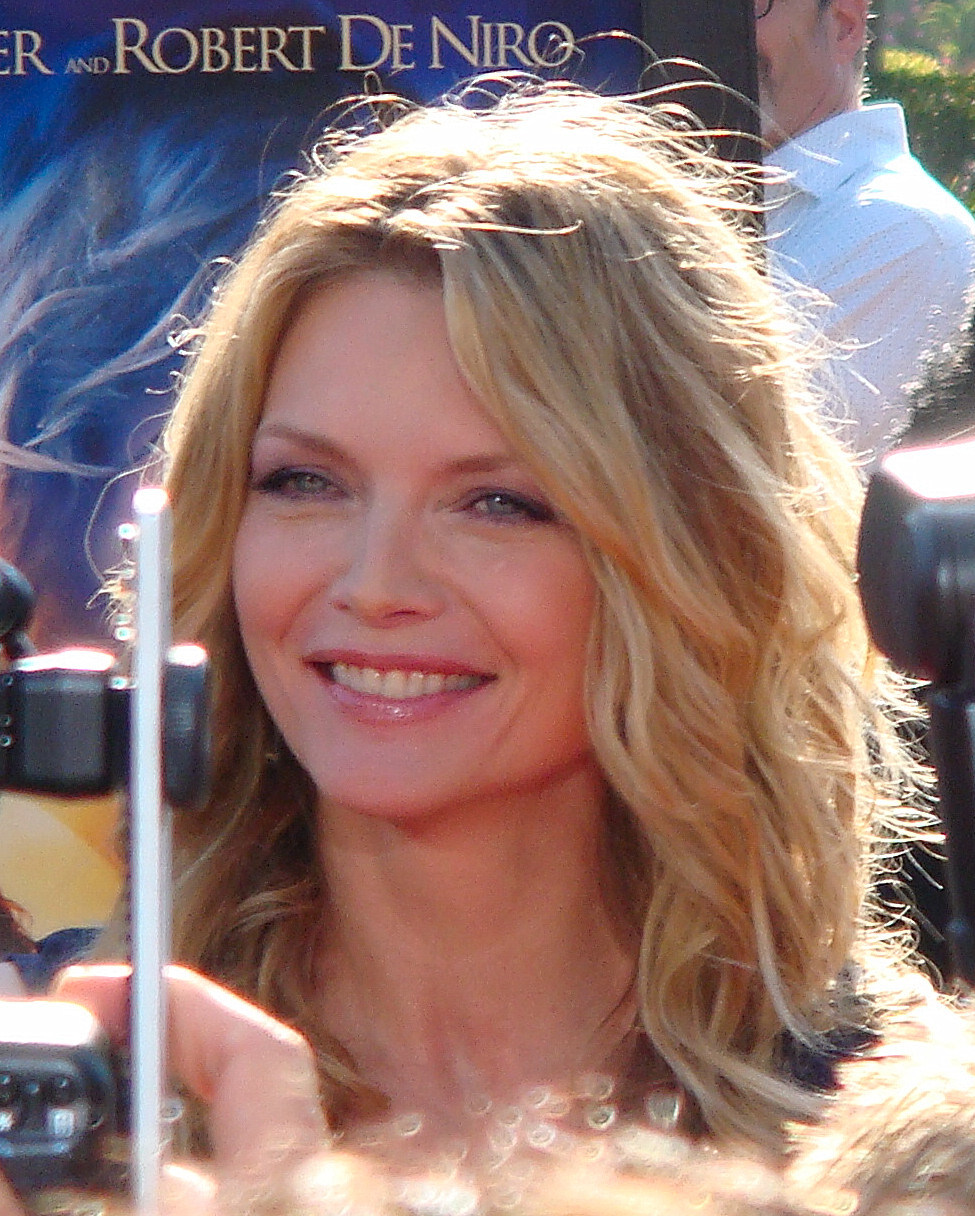
Michelle Pfeiffer

- Michèle Alliot-Marie, politica francese
- Michèle Bernier, attrice e comica francese
- Michèle Boule, modella francese
- Michèle Burke, truccatrice irlandese naturalizzata canadese
- Michèle Halberstadt, scrittrice, produttrice cinematografica e giornalista francese
- Michèle Jacot, sciatrice alpina francese
- Michèle Marian, attrice tedesca
- Michèle Mercier, attrice francese
- Michèle Morgan, attrice francese
- Michèle Mouton, pilota di rally francese
- Michèle Reverdy, compositrice e musicologa francese
- Michèle Torr, cantautrice francese
- Michèle Tribalat, saggista e demografa francese
- Michèle Wargnier, modella francese

### Variante Michelle
- Michelle Bachelet, politica cilena
- Michelle Branch, cantautrice e chitarrista statunitense
- Michelle Clunie, attrice statunitense
- Sarah Michelle Gellar, attrice statunitense
- Michelle Hunziker, conduttrice televisiva, attrice, cantante, doppiatrice e modella svizzera naturalizzata italiana
- Michelle Kwan, pattinatrice artistica su ghiaccio statunitense
- Michelle Larcher de Brito, tennista portoghese
- Michelle Monaghan, attrice statunitense
- Michelle Obama, first lady statunitense
- Michelle Pfeiffer, attrice statunitense
- Michelle Phillips, cantautrice e attrice statunitense
- Michelle Rodriguez, attrice statunitense
- Michelle Shocked, cantautrice statunitense
- Michelle Trachtenberg, attrice statunitense
- Michelle Williams, attrice statunitense
- Michelle Williams, cantante, attrice e ballerina statunitense
- Michelle Yeoh, attrice cinese

### Variante Micheline

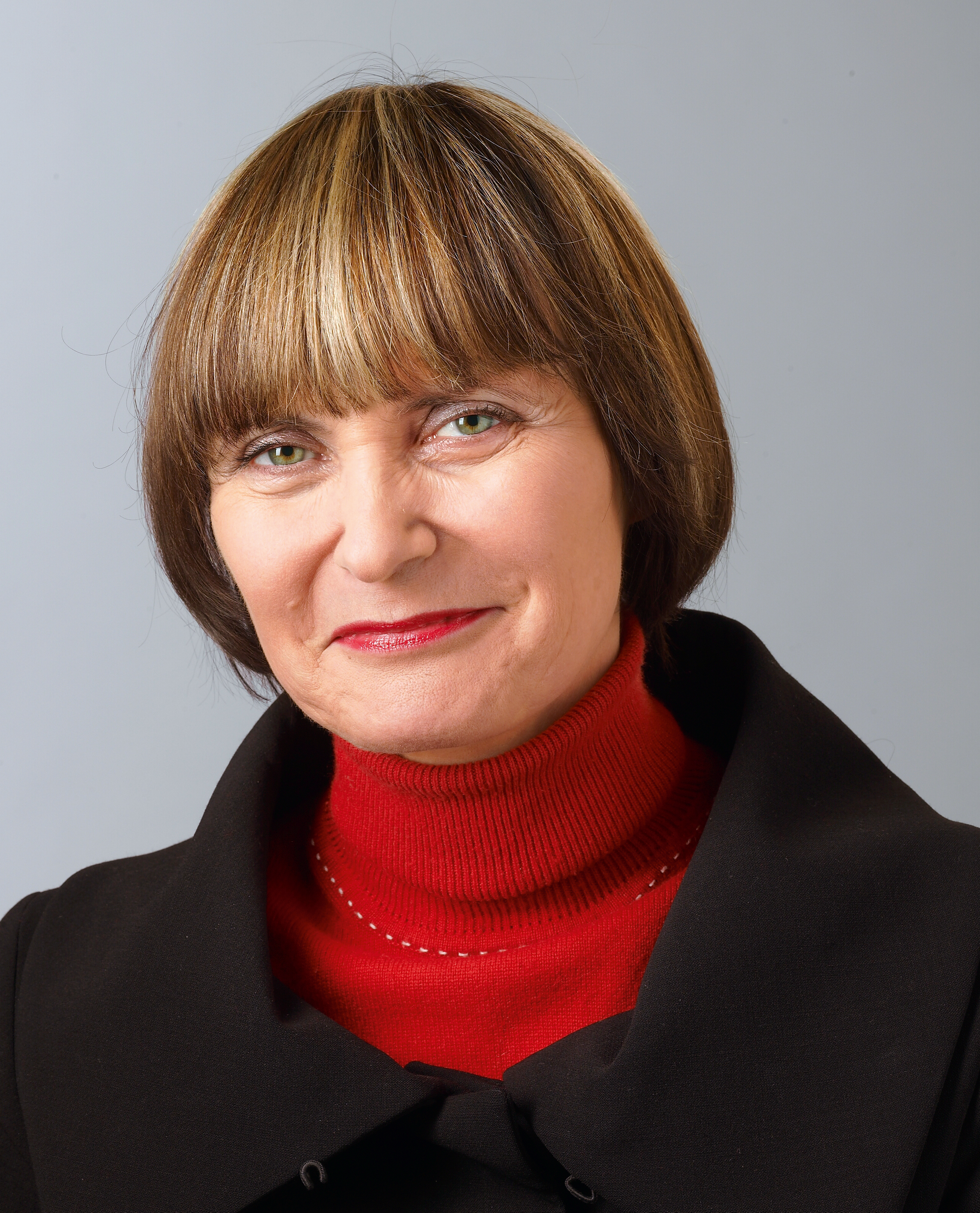
Micheline Calmy-Rey

- Micheline Bernardini, danzatrice francese
- Micheline Calmy-Rey, politica svizzera
- Micheline Ostermeyer, atleta francese
- Micheline Presle, attrice francese

### Altre varianti
- Michelina da Pesaro, religiosa italiana
- Michelina Di Cesare, brigantessa italiana
- Michaëlla Krajicek, tennista olandese

## Il nome nelle arti

### Letteratura
- Zia Michelina è il titolo di una novella di Luigi Pirandello.
- Michelina è il titolo di un romanzo di Temistocle Solera.
- Michela è uno dei personaggi del romanzo di Liala Farandola di cuori.
- Michela è un personaggio del romanzo di Federico Moccia Amore 14.
- Michela Balossino è un personaggio del romanzo di Paolo Giordano La solitudine dei numeri primi.

### Musica
Il nome Michela è particolarmente legato alle canzoni, alcune delle quali celeberrime:
- Michelemmà è una delle più antiche canzoni napoletane: risalente al 1600 è di autore sconosciuto ma fu attribuita erroneamente a Salvator Rosa[8]. Il reale significato del testo resta controverso, a partire dal ritornello "Michelemmà, Michelemmà" che viene interpretato tradizionalmente come "Michela è mia" oppure "Michela là" ma anche "Michel'e ma'", vale a dire mammone, e infine "mica l'aje mmà (no)?" in riferimento al gioco delle carte[9][10]
- Michelle, popolare canzone d'amore dei Beatles del 1965, vincitrice del Grammy Award del 1967.
- My Michelle, dei Guns N' Roses.
- Michelina, dei Nomadi.
- Michela, di Fred Bongusto.
- Michela, di Massimo Di Cataldo.
- Il sorriso di Michela, canzone di Eugenio Bennato dedicata alla brigantessa Michelina Di Cesare.
- Piango per te, Michela, è una canzone di Nino Taranto.

### Cinema e televisione
- Michela è una dei due protagonisti del film del 1983 Segni particolari: bellissimo, diretto da Castellano e Pipolo.
- Michelle Richardson è un personaggio della serie televisiva Skins.
- Michaela Pratt è un personaggio della serie televisiva Le regole del delitto perfetto.
- Michaela Beth Stone è un personaggio della serie televisiva Manifest.

### Altro
- Michelle Chang é un personaggio della serie di videogiochi Tekken.